# Troisième guerre gréco-punique
La troisième guerre gréco-punique eut lieu de 315 à 307 av. J.-C. entre Carthage et ses alliés d'un côté, Syracuse de l'autre. Elle voit Agathocle débarquer sur le territoire africain de Carthage. Scipion admettra avoir suivi son exemple lors de la deuxième guerre punique un siècle plus tard.

## Contexte
Après la deuxième longue guerre, entrecoupée de trêves, une paix de statu quo fut signée en 340 av. J-C. Carthage se maintenait dans l'ouest de l'île et Syracuse continuait de dominer les possessions grecques à l'est.
Agathocle, le tyran de Syracuse, reprit les hostilités en mettant le siège devant Messine, cité libre. Cette opération menaçait le statu quo et le traité conclu en 338 entre les Carthaginois et Timoléon. Carthage refusant l'hégémonie de Syracuse en Sicile, la guerre devenait inévitable.

## La guerre

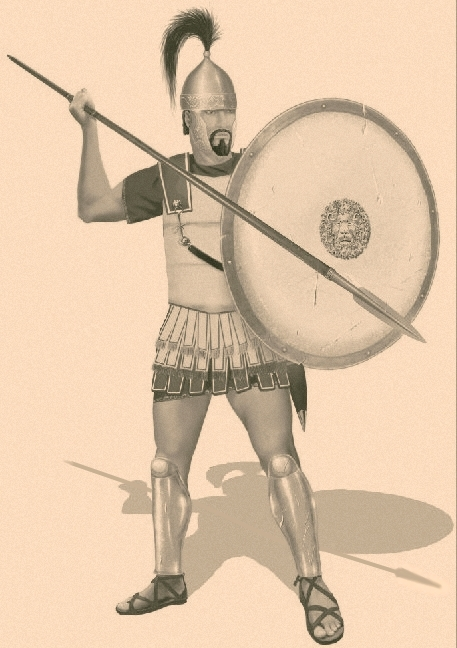
Hoplite carthaginois

En 315 av. J.-C., le tyran Agathocle de Syracuse s'empare de la ville stratégique de Messène (aujourd'hui Messine) et, quatre ans plus tard, il envahit le domaine carthaginois puis assiège Akragas.
La contre-offensive carthaginoise récupère presque toute l'île en 310 av. J.-C. et permet d'assiéger Syracuse. Pour faire face à cette situation difficile, Agathocle décide dans une audacieuse stratégie d'attaquer la ville même de Carthage en Afrique du nord. Les troupes carthaginoises assiégeant Syracuse furent donc rappelées mais furent vaincues devant Carthage, qui ne se rendit cependant pas. Après deux ans d'occupation, les forces de Syracuse furent vaincues à leur tour.

## Conséquences
Carthage est désormais la puissance dominante en Sicile et personne ne le contestera pendant une trentaine d'années. Syracuse demeure un puissant bastion grec en Sicile et en Méditerranée mais elle ne pourra désormais plus jouer les premiers rôles.

## Sources de traduction
- (en) Cet article est partiellement ou en totalité issu de l’article de Wikipédia en anglais intitulé « Greek–Punic Wars » (voir la liste des auteurs).